# ديريك أوبراين
ديريك أوبراين (بالإنجليزية: Derek O'Brien)‏ (11 سبتمبر 1957 بدبلن في جمهورية أيرلندا - ) هو لاعب كرة قدم أيرلندي في مركز الوسط. لعب مع نادي بوهيميان ونادي دوندالك ونادي شامروك روفرز وأثلون تاون ‏.

## وصلات خارجية
- ديريك أوبراين على موقع قاعدة بيانات كرة القدم.إي يو (الإنجليزية)
- ديريك أوبراين على موقع عالم كرة القدم.نت (الإنجليزية)